# Pota de lleó

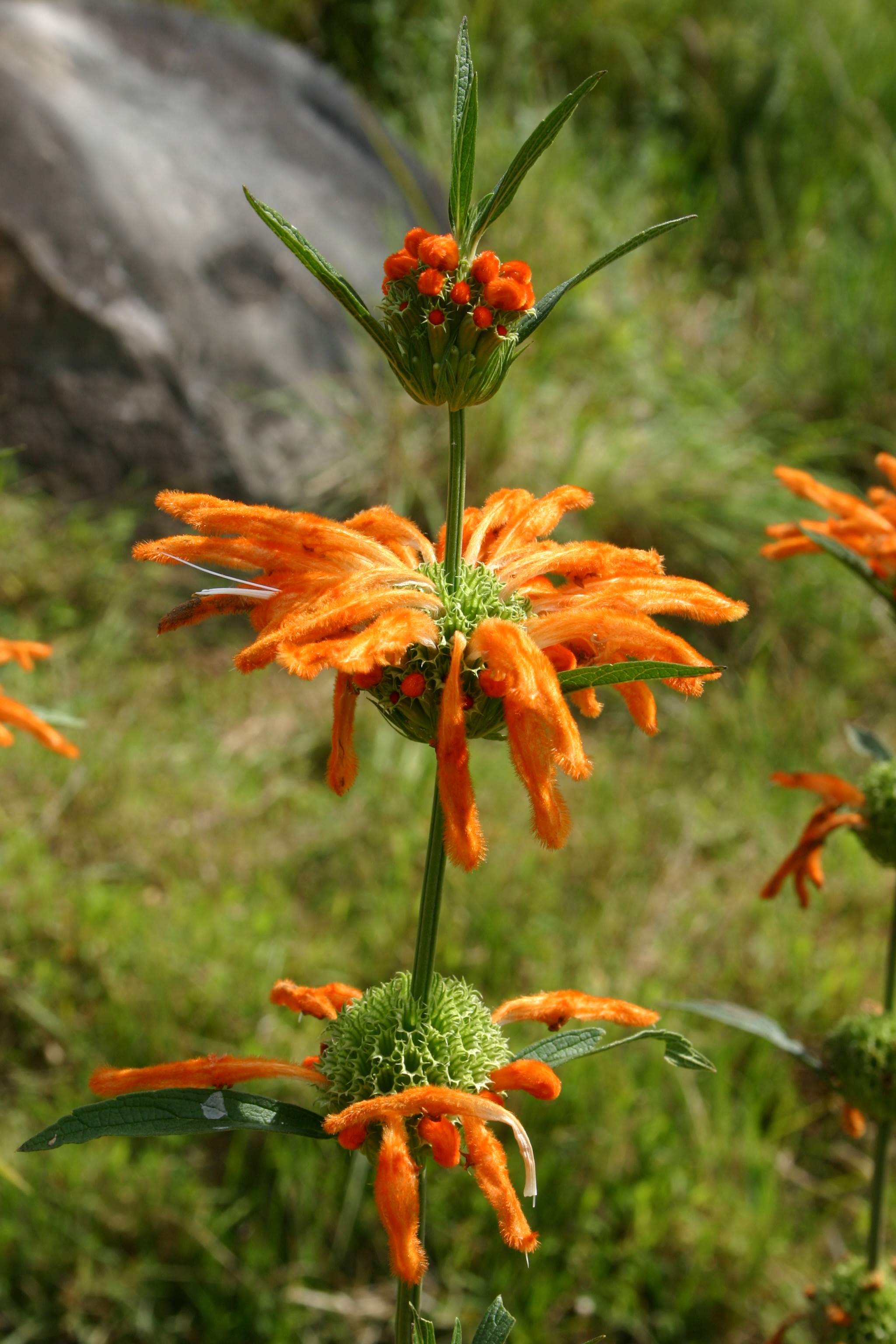
Inflorescència

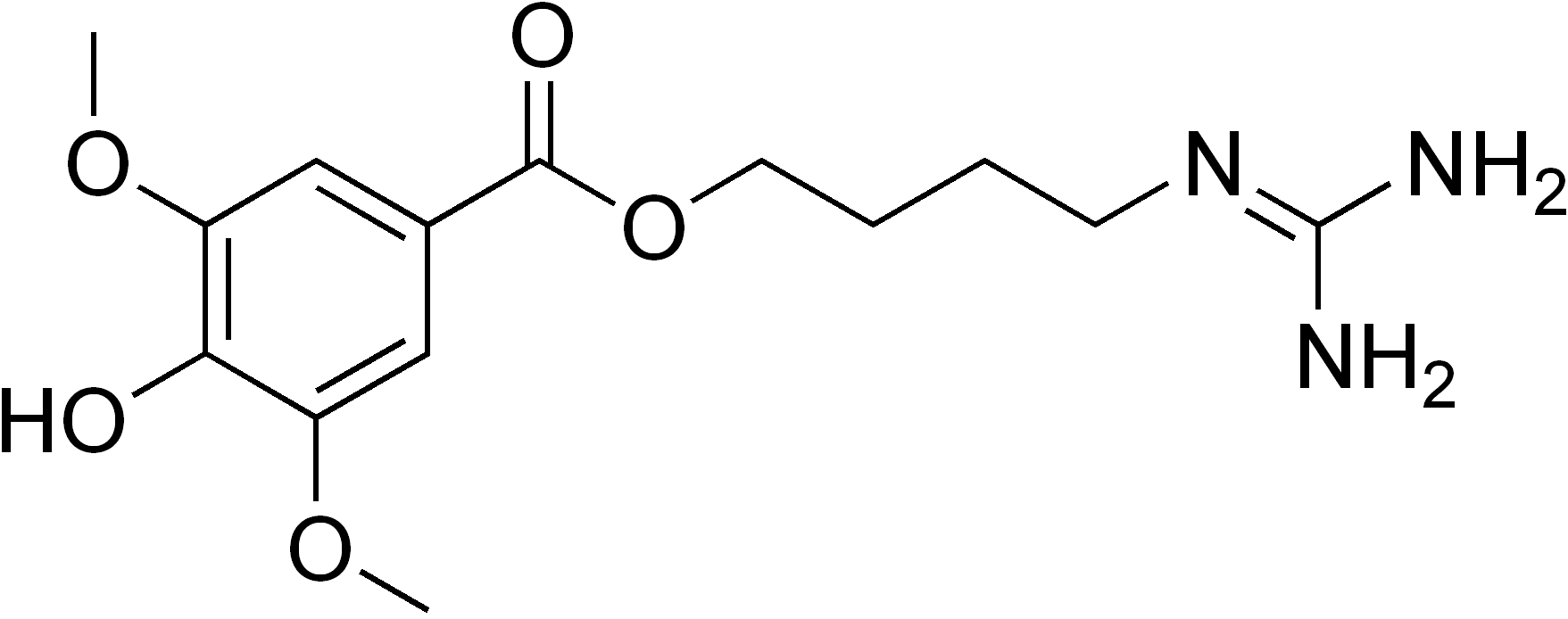
Leonurina

La pota de lleó o peu de lleó (Leonotis leonurus) és una espècie de planta de la família de les lamiàcies.

## Descripció
Aquest subarbust semiperennifoli de Sud-àfrica és popular a tots els països amb clima temperat més càlid o subtropical. És una planta que crida l'atenció i que aconsegueix mesurar 1,8 m d'alçada, amb tiges rectes que fan verticils de flors tubulars peludes d'un taronja alleonat a finals d'estiu i a la tardor. Les fulles són lanceolades i aromàtiques. És bastant resistent a les condicions de sequera i es troba bé en situacions costaneres.

## Propietats
Les seves fulles eren begudes en infusions a l'Àfrica Central per obtenir un efecte relaxant. Creix sobretot al Sud i Est d'Àfrica. És una de les herbes legals conegudes que més eficientment resolen els problemes d'estrès i insomni sense efectes secundaris apreciables. El seu alcaloide principal és la leonurina.
A la medicina tradicional africana, ha estat molt usada en bastants tractaments diferents. També és usada en cas de mossegada de cobra i com a amulet per a mantenir les cobres a distància.

## Cultiu
És àmpliament conreada com a planta ornamental a causa de les seves belles i estranyes flors de color taronja. Si bé el seu cultiu no resulta molt dificultós, requereix algunes cures. Se la pot conrear directament a la terra o en tests, és molt important que el sòl estigui ben drenat (2 parts de terra i 1 de sorra funciona bé) i que li doni abundant llum solar (cal recordar que és una planta del desert sud-africà). Necessita poc reg; regar només quan la terra s'ha assecat completament.